# Bergen Kunstmuseum

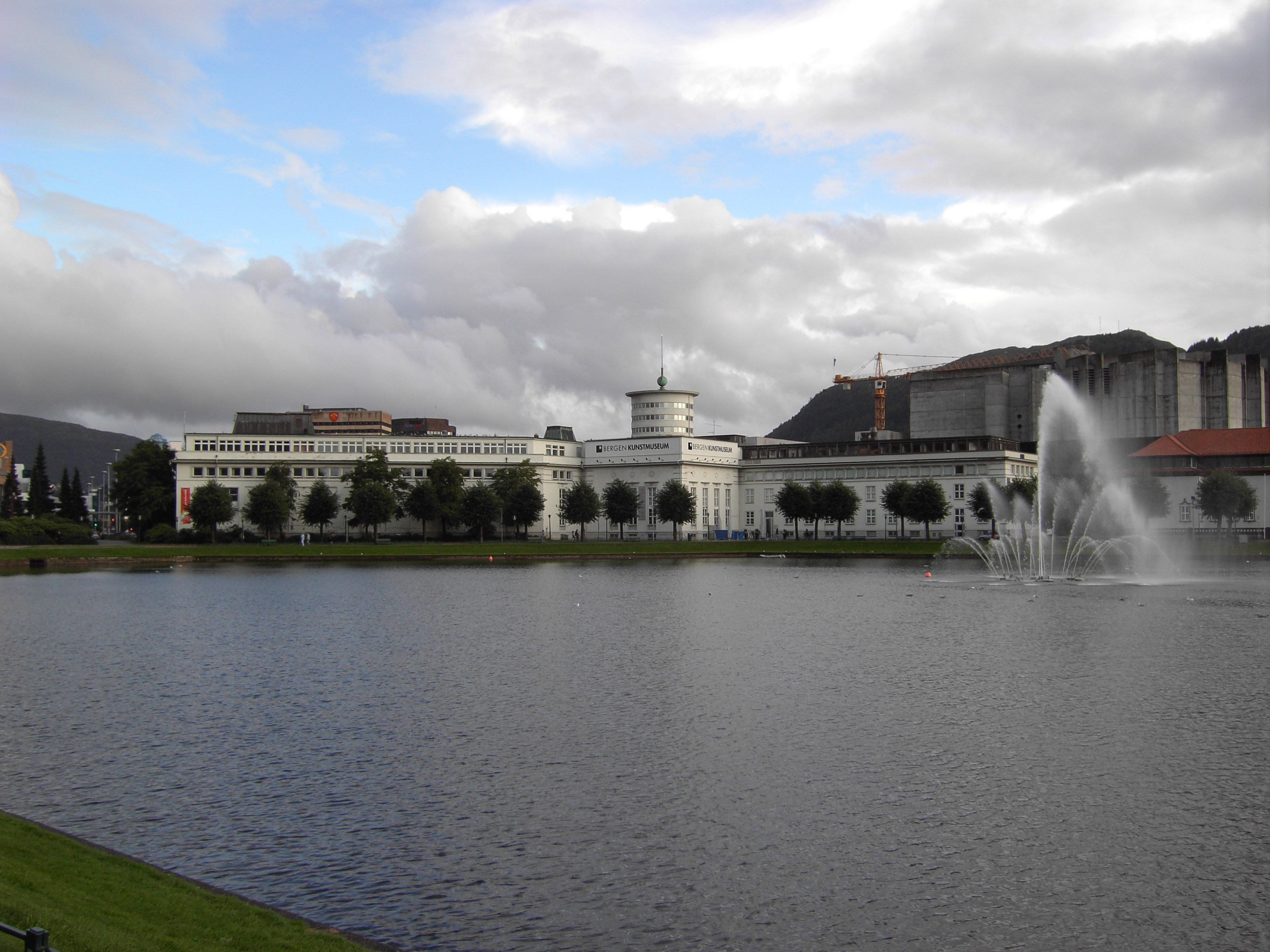
Bergen Kunstmuseum

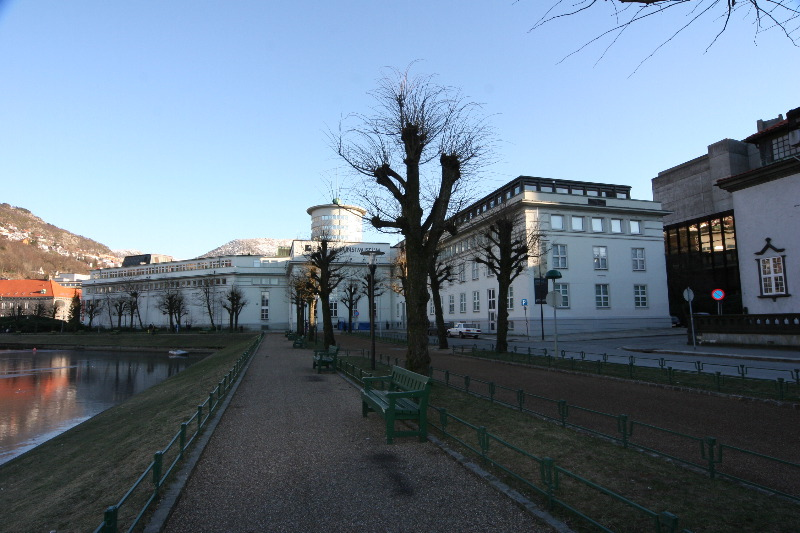
Het Lysverket-gebouw

Bergen Kunstmuseum is een museum in de Noorse stad Bergen met een van de grootste kunstverzamelingen van de Noordse landen. De collectie omvat zo'n 10.000 schilderijen en andere kunstobjecten, waaronder een aantal belangrijke schilderijen van Edvard Munch en werk van Picasso, Rembrandt, Klee, Cézanne, Matisse, Dürer en Van Dyck.
Het museum ontstond in 1999 uit een fusie van drie verschillende musea:
- Lysverket (1938), oorspronkelijk het kantoor van het plaatselijke elektriciteitsbedrijf, bevat een collectie van voornamelijk 19e- en 20e-eeuwse Noorse kunst. Ook omvat de verzameling een aantal 15e-eeuwse Russische en Griekse iconen. Dit is het oudste deel van de verzameling, oorspronkelijk Bergen Billedgalleri genoemd.
- Rasmus Meyers Samlinger (1924) bestaat voornamelijk uit Noorse kunst van de 18e eeuw tot 1915, waaronder werk van J.C. Dahl en Nikolai Astrup. De collectie werd in 1916 door de erfgenamen van de kunstverzamelaar Rasmus Meyer aan de gemeente Bergen gedoneerd.
- Stenersens Samling (1978) omvat moderne kunst van onder meer Klee en Picasso. De collecties werd in 1971 aan Bergen gegeven door de zakenman, sportman, schrijver en kunstverzamelaar Rolf Stenersen. In 2003 verhuisde een deel van de verzameling naar Lysverket en werd het gebouw ook in gebruik genomen voor tijdelijke exposities.

De drie gebouwen liggen naast elkaar aan Rasmus Meyers allé, een straat langs de zuidwestkant van de vijver Lille Lungegårdsvannet in het centrum van Bergen. De gebouwen vormen de hoofdmoot van het culturele district van de stad, dat ook Bergen Kunsthall en de concertzaal Grieghallen omvat.
Sinds 2007 is Bergen Kunstmuseum een deel van het samenwerkingsverband Kunstmuseene i Bergen ("kunstmusea in Bergen"), waartoe ook onder meer het Edvard Grieg Museum Troldhaugen behoort.